# Cuamba
Cuamba is een stad in de Mozambikaanse provincie Niassa. Het is de hoofdplaats van het district Cuamba. Tussen 1952 en 1976 heette de plaats Nova Freixo. Op 30 september 1971 verkreeg het de status van stad. Cuamba is na Lichinga de grootste plaats in Niassa.
Cuamba ligt aan de spoorlijn die Malawi verbindt met Nampula en Nacala aan de Indische Oceaan, de 'Nacala-corridor'. Vanuit Cuamba is er een aftakking van het spoor naar Lichinga. Ook ligt Cuamba aan een knooppunt van wegen met verbindingen naar Nampula, Lichinga en Malawi. Nabij de stad bevindt zich een vliegveld met een 2500 meter lange verharde landingsbaan.
In de stad bevindt zich de landbouwfaculteit van de Katholieke Universiteit van Mozambique.